# Kōnstantinos Kaznaferīs
Kōnstantinos Kaznaferīs (in greco Κωνσταντίνος Καζναφέρης?; Arta, 22 giugno 1987) è un ex calciatore greco, di ruolo centrocampista.

## Carriera
Ha giocato nella massima serie dei campionati greco e bulgaro.